# Happo One
Happo One eller Happoone  är en vintersportort i Hakuba kommun i Nagano prefektur i Japan. Här avgjordes bland annat alpin skidåkning vid olympiska vinterspelen 1998.

### Fotnoter
1. ↑  ”Welcome to Hakuba Happo-one!” (på engelska). Happo One. http://www.happo-one.jp/english/. Läst 13 februari 2014.